# Rietmeijer (planetoïde)
(179678) Rietmeijer is een planetoïde, in november 2008 vernoemd naar de in de VS wonende Nederlands/Amerikaanse planetaire geoloog Frans J. M. Rietmeijer (geb. 1949), een specialist op het gebied van Interplanetaire stofdeeltjes (IDP's) werkzaam aan de Universiteit van New Mexico.
De planetoïde werd ontdekt door Marco Langbroek op 28 oktober 2004, op archiefopnamen van het NEAT project genomen in augustus 2002 met de 1.2 meter Schmidt telescoop op Mount Palomar in de VS. Ze is naar schatting ongeveer 1,25 km groot.
De baan van planetoïde Rietmeijer ligt in de planetoïdengordel tussen de banen van Mars en Jupiter. Voordat ze het definitieve nummer (179678) en de naam Rietmeijer kreeg, was ze bekend onder de voorlopige aanduiding 2002 QS66.
De omlooptijd rond de zon is 3,80 jaar.